# Jeunesse dorée
Der Begriff jeunesse dorée (franz.: ‚Vergoldete Jugend‘) stammt aus dem Französischen und steht, laut Duden, für eine Jugend, die ihren Ursprung in der reichen oberen Gesellschaftsschicht hat und deren Lebensstil von luxuriösen Vergnügungen geprägt ist.
Die Wurzeln des Begriffes finden sich in den Aktivitäten von nachrevolutionären, reaktionären, jungen Männern aus den vorwiegend unteren Schichten des pariserischen, französischen Bürgertums, auch Muscadins genannt, des verfolgten Adels und auch der neureichen Schicht der Heereslieferanten, die nach Ende der Terreur und der Hinrichtung Robespierres (1794) als Gegner der Jakobiner auftraten. Die jungen Monarchisten machten, unter Führung des Journalisten und Zeitungsherausgebers Louis-Marie Stanislas Fréron, mit Knüppeln bewaffnet Front gegen die Jakobiner. Das Kampflied der Jeunesse dorée, das 1795 von Jean Marie de Saint-Mars Souriguiere veröffentlichte, nach einer Melodie von Pierre Graveaux gesungene Réveil du peuple (‚Erwachen des Volkes‘), erreichte fast die Bedeutung der Marseillaise.

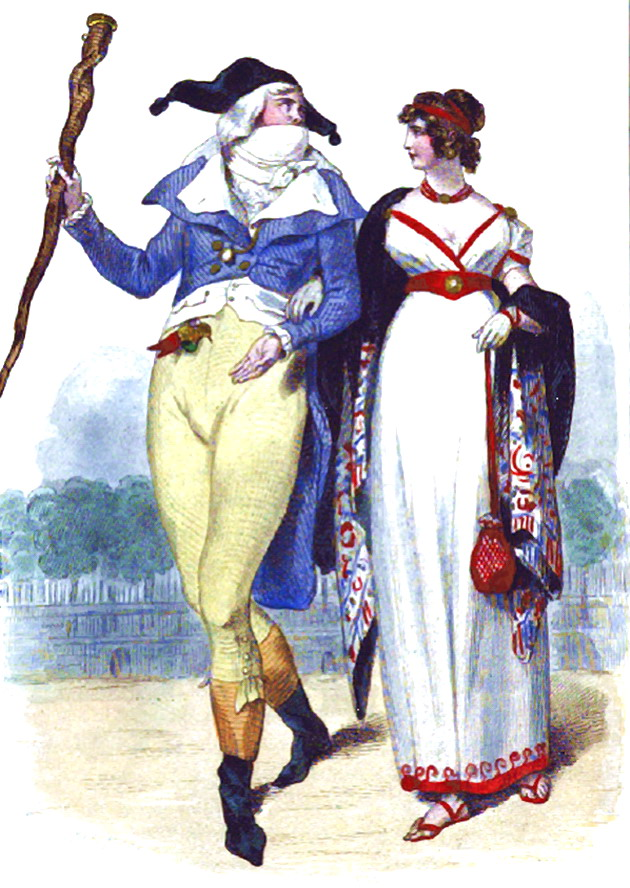
Karikatur eines Incroyable und einer Merveilleuse

Der französische Politiker und Historiker des 19. Jahrhunderts Adolphe Thiers (1797–1877) beschrieb sie wie folgt:
„...Sie verbanden sich nun zur gemeinschaftlichen Sache mit jenen jugendlichen Feinden einer wilden Demokratie, spornten ihren Eifer und machten ihnen Höflichkeit, feine Manieren und gewählte Kleidung zum Gesetze. So begann die Mode wieder ihr Zepter zu schwingen. Die Haare wurden wieder in Flechten am Hinterhaupt durch einen Kamm befestigt, getragen, eine Sitte, welche man vom Militär entlehnte, das sein Haar auf diese Art zu binden pflegte, um die Säbelhiebe von hinten dadurch zu entkräften. […] Außerdem mußte man hohe Cravatten, schwarze oder grüne Kragen nach Art der Chouans und vor Allem einen Trauerflor um den Arm, gleichsam als Anverwandter irgend eines Opfers des Revolutionstribunals, tragen.“

Als sich die Erste Französische Republik etabliert hatte, machte die Jugend beiderlei Geschlechts zudem den Anbruch einer neuen Zeit durch geckenhaften Aufputz deutlich. Sie trieben die zeitgenössische englische Mode ins Extrem und schreckten auch vor absurden Abwandlungen nicht zurück. Ein Muscadin, Incroyable und Merveilleuse zu sein, galt als höchst ehrenhaft. Erstere waren auch die „jugendlichen Schlägertrupps“ der Thermidorianer, die Sansculottes und Jakobiner in der Öffentlichkeit attackierten.

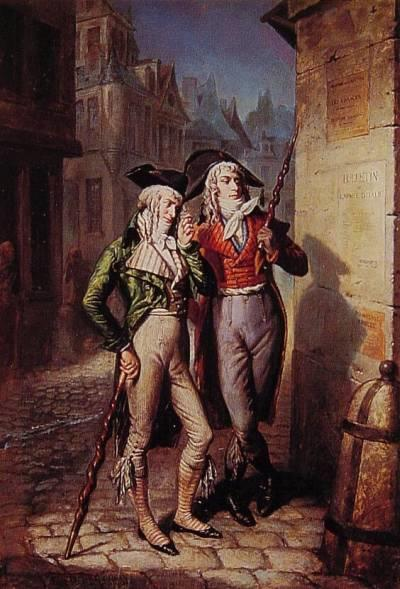
Zwei Muscadins mit Knüppeln, von ihnen Constitution genannt

Die Bezeichnung wurde im Film der 1950er-Jahre zum Inbegriff einer sozial verantwortungslosen, großstädtischen Jugendkultur. Die meist moralisierenden Geschichten thematisieren häufig die Sinnlosigkeit des Lebens im Nichtstun. In Les tricheurs (Marcel Carné, 1958) dreht sich das Leben einer jugendlichen Clique um Nichtstun, freizügige Sexualität und Kriminalität aus Langeweile, bis einer von ihnen im Sportwagen ums Leben kommt. Meist wird auch Federico Fellinis Das süße Leben (1960) der filmischen Kulturkritik am sinnentleerten, vergnügungsorientierten Leben der Jeunesse dorée zugeordnet.